# Paolo Boselli
Paolo Vincenzo Giovanni Battista Boselli (Savona, 8 giugno 1838 – Roma, 10 marzo 1932) è stato un politico italiano.

## Biografia
Paolo Boselli nacque l'8 giugno 1838 a Savona, da Paolo Boselli, di professione notaio, e Marina Pizzorno; il padre, di sentimenti liberali, nel 1821 dovette andare in esilio in Francia perché accusato di aver favorito la fuga di patrioti come Santorre di Santarosa e Ramina da Savona. Dopo aver frequentato il collegio degli Scolopi a Savona, Boselli nel 1856 si iscrisse alla facoltà di giurisprudenza dell'università di Torino, dove si laureò nel 1860, avendo come insegnanti valenti professori del calibro di Luigi Melegari, Francesco Ferrara, Pasquale Stanislao Mancini, Matteo Pescatore, Antonio Scialoja.
Sposatosi con Corinna Cambieri (dalla quale ebbe tre figli: Silvio, Maria e Luisa), Boselli fece una rapida carriera nella struttura amministrativa statale: nel 1862 divenne auditore del Consiglio di Stato e nel 1865 ebbe la nomina a consigliere della prefettura di Milano, mentre successivamente collaborò con l'allora ministro dell'agricoltura Filippo Cordova e, su incarico di quest'ultimo, venne nominato nel 1867 segretario generale della Commissione italiana all'Esposizione universale di Parigi. Nel 1870 divenne professore universitario della cattedra di scienza delle finanze a Roma, appena istituita, ma abbandonò l'insegnamento nel 1874 per dedicarsi completamente all'attività politica. Scomparso nel 1932 a oltre 93 anni, è stato il più longevo primo ministro della storia d'Italia fino al 2013, quando è stato superato da Giulio Andreotti, a sua volta superato poi da Carlo Azeglio Ciampi e Arnaldo Forlani. È sepolto nel Cimitero monumentale di Torino, città che gli dedicò una lapide sotto i portici di piazza Castello.

### Carriera politica
Boselli era stato eletto deputato per il collegio di Savona nel Parlamento italiano nel 1870, nelle file della Destra storica; fu membro di varie commissioni parlamentari e relatore di vari progetti di legge: membro e poi presidente della giunta permanente di finanza, fece parte delle commissioni di riordinamento dell'imposta fondiaria, di quella per il riordino dei tributi locali e di quella consultiva sulle istituzioni di previdenza e del lavoro. Successivamente, tra il 1872 ed il 1874, fu membro della commissione d'inchiesta agraria e di quella industriale. Inizialmente liberista (nel dibattito del marzo del 1876 sulla statalizzazione delle ferrovie si schierò dalla parte dei deputati governativi), Boselli si avvicinò successivamente allo statalismo economico propugnato da Francesco Crispi e dal 1888 ricoprì vari incarichi ministeriali: infatti dal 17 febbraio 1888 al 6 febbraio 1891 fu ministro della Pubblica istruzione nel governo Crispi, scelto per rafforzare il ministero con i voti di parte della Destra; vari furono i provvedimenti varati dal suo dicastero: tentativo d'istituzione della scuola media, miglioramento del regolamento scolastico, valorizzazione e conservazione del patrimonio artistico e culturale italiano attraverso il restauro di vari monumenti (Villa Giulia e le Terme di Diocleziano) e l'istituzione di musei archeologici.
Ministro dell'Agricoltura nel terzo governo Crispi nel 1893, fu anche ministro delle Finanze dal 14 giugno 1894, lasciando il dicastero dell'Agricoltura ad Augusto Barazzuoli: come titolare del portafoglio finanziario, Boselli diede il definitivo regolamento alla neonata Banca d'Italia, nata dopo lo scandalo della Banca romana che aveva determinato la caduta del ministero Giolitti. Dopo la caduta dell'esecutivo Crispi in seguito alla battaglia di Adua, Boselli tornò a essere un semplice deputato, ma fu chiamato a occupare il dicastero del Tesoro nel gabinetto Pelloux nel 1899. Eletto varie volte presidente del Consiglio provinciale di Torino, fu a capo del Regio museo industriale italiano dal 1904 al 1907 e appoggiò in seguito l'intervento dell'Italia nella prima guerra mondiale. Nel 1906 fu nominato dal suo grande amico Fortunato Ballerini presidente onorario della S.P. Lazio, società della quale Boselli rimase sempre socio. Nel 1910 divenne presidente triennale dell’Accademia delle scienze di Torino, di cui era stato eletto socio nazionale nel 1888, e nel 1918 divenne socio dell’Accademia nazionale dei Lincei. Fu presidente dell'Istituto storico italiano per il Medio Evo dal 1911 alla morte.
Nel 1916 fu nominato presidente del Consiglio dei ministri dal re Vittorio Emanuele III, rimanendo in carica dal 18 giugno 1916 al 30 ottobre 1917; il suo fu un esecutivo di coalizione nazionale, dal quale però rimasero esclusi i socialisti; il primo ministro italiano fu contrario all'intromissione parlamentare nella conduzione della guerra e diede sempre fiducia al severissimo Luigi Cadorna, approvandone la visione strategica e le tattiche. Ciò determinò la caduta del governo, perché, dopo la battaglia di Caporetto, Boselli dovette presentare le dimissioni; al suo posto il sovrano nominò Vittorio Emanuele Orlando. Duro è il giudizio dello storico Giorgio Candeloro sull’operato del Boselli:
Fino al 1921 fece parte della Massoneria.
Nel 1922 fu favorevole all'ascesa del Fascismo, al quale lo accomunava l'avversione per il movimento socialista, tanto che nel 1924 ricevette la tessera onorifica del Partito Nazionale Fascista; l'ultimo suo atto politico di rilievo fu la relazione d'una commissione che approvò i Patti Lateranensi del 1929.
A lui è intitolato a Torino l'Istituto d'Istruzione Superiore Paolo Boselli, con indirizzi in scienze umane economico sociale, sanità e assistenza sociale e lingue estere per il turismo, già Regia Scuola femminile per il Commercio istituita con Regio Decreto nel 1915.

## Opere
- Le droit maritime en Italie, Turin, Imprimerie Roux & Favale, 1885
- Discorsi e scritti varii, Savona, Domenico Bertolotto e Comp., 1888
- Sull'istruzione secondaria classica, Roma, Tipografia di Enrico Sinimberghi, 1889
- La patria negli scritti e nei discorsi di Paolo Boselli, Firenze, G. Barbera, 1917
- Discorsi di guerra, Roma, Tipografia delle Mantellate, 1917
- L'Ordine mauriziano: dalle origini ai tempi presenti, Torino, Officina grafica elzeviriana, 1917
- Discorsi e scritti, Torino, Tipografia Baravalle e Falconieri, 1915-1927
- Per la Dante e per la vittoria, Cingoli, Premiata Stamperia F. Luchetti, 1924
- Torino: guida della città attraverso i tempi, le opere, gli uomini: 1928, Torino, Bona, 1928
- Antologia, Torino, S. Lattes & C., 1932
- Epigrafi", Torino, Ediz. S.E.L.P., 1932
- Discorsi per la "Dante Alighieri", Torino, Chiantore, 1932
- Discorsi politici e civili, Torino, Chiantore, 1932
- Discorsi storici e commemorativi, Torino, Chiantore, 1932